# Campionato americano maschile di pallacanestro 2009
Il 14º Campionato Americano Maschile di Pallacanestro FIBA (noto anche come FIBA Americas Championship 2009) si sono svolti dal 26 agosto al 6 settembre 2009 a San Juan, a Porto Rico.
I Campionati americani maschili di pallacanestro sono una manifestazione biennale tra le squadre nazionali organizzato dalla FIBA Americas e questa edizione vale come qualificazione per il Campionato mondiale maschile di pallacanestro 2010 che si tiene in Turchia, al quale accedono le prime quattro squadre classificate.
La nazionale degli Stati Uniti non ha partecipato in quanto già qualificata per i mondiali turchi dopo aver vinto il torneo olimpico.

## Squadre partecipanti
| Gruppo A                                                            | Gruppo B                                                     |
| ------------------------------------------------------------------- | ------------------------------------------------------------ |
| - Porto Rico - Canada - Uruguay - Messico - Isole Vergini Americane | - Argentina - Brasile - Venezuela - Rep. Dominicana - Panama |

## Turno preliminare

### Gruppo A
| Squadra                 | Pt | G | V | P | PF  | PS  | Diff |
| ----------------------- | -- | - | - | - | --- | --- | ---- |
| Porto Rico              | 8  | 4 | 4 | 0 | 327 | 264 | +63  |
| Uruguay                 | 7  | 4 | 3 | 1 | 267 | 251 | +16  |
| Canada                  | 6  | 4 | 2 | 2 | 321 | 268 | +53  |
| Messico                 | 5  | 4 | 1 | 3 | 235 | 293 | -58  |
| Isole Vergini Americane | 4  | 4 | 0 | 4 | 266 | 340 | -74  |

### Risultati
| San Juan 26 agosto 2009                                     | Isole Vergini Americane | 62 – 88 (29-49)   | Uruguay | Coliseo Roberto Clemente |
| \| \| \| \| \| Sheppard 17 \| Punti \| 28 García Morales \| |                         |                   |         |                          |
|                                                             |                         |                   |         |                          |
| Sheppard 17                                                 | Punti                   | 28 García Morales |         |                          |

| San Juan 26 agosto 2009                        | Messico | 66 – 81 (42-38) | Porto Rico | Coliseo Roberto Clemente |
| \| \| \| \| \| Beck 26 \| Punti \| 16 Ayuso \| |         |                 |            |                          |
|                                                |         |                 |            |                          |
| Beck 26                                        | Punti   | 16 Ayuso        |            |                          |

27 agosto 2009
| Canada     | 95–40 | Messico                 |
| Porto Rico | 85–74 | Isole Vergini Americane |

28 agosto 2009
| Isole Vergini Americane | 67–87 | Canada     |
| Uruguay                 | 54–71 | Porto Rico |

29 agosto 2009
| Messico | 80–63 | Isole Vergini Americane |
| Canada  | 69–71 | Uruguay                 |

30 agosto 2009
| Uruguay    | 54–49 | Messico |
| Porto Rico | 90–70 | Canada  |

### Gruppo B
| Squadra         | Pt | G | V | P | PF  | PS  | Diff | Scr. |
| --------------- | -- | - | - | - | --- | --- | ---- | ---- |
| Brasile         | 8  | 4 | 4 | 0 | 328 | 266 | +62  |      |
| Argentina       | 6  | 4 | 2 | 2 | 305 | 303 | +2   | 1–0  |
| Rep. Dominicana | 6  | 4 | 2 | 2 | 333 | 330 | +3   | 0–1  |
| Panama          | 5  | 4 | 1 | 3 | 286 | 335 | -49  | 1–0  |
| Venezuela       | 5  | 4 | 1 | 3 | 296 | 314 | -18  | 0–1  |

26 agosto 2009
| Rep. Dominicana | 68–81 | Brasile   |
| Venezuela       | 85–69 | Argentina |

27 agosto 2009
| Panama  | 87–100 | Rep. Dominicana |
| Brasile | 87–67  | Venezuela       |

28 agosto 2009
| Argentina | 67–76 | Brasile |
| Venezuela | 71–80 | Panama  |

29 agosto 2009
| Rep. Dominicana | 78–73 | Venezuela |
| Panama          | 55–80 | Argentina |

30 agosto 2009
| Brasile   | 84–64 | Panama          |
| Argentina | 89–87 | Rep. Dominicana |

## Quarti di finale
Le prime quattro classificate dei Gruppi A e B avanzano al gruppo unico da otto squadre dei quarti di finale. Ogni squadra affronterà le quattro squadre provenienti dall'altro gruppo. I risultati della fase a gironi sono mantenuti.
Le prime quattro classificate del gruppo unico accedono alle semifinali.
| Squadra         | Pt | G | V | P | PF  | PS  | Diff | Tie | Tie  |
| --------------- | -- | - | - | - | --- | --- | ---- | --- | ---- |
| Brasile         | 13 | 7 | 6 | 1 | 483 | 381 | +102 | 1–1 | 1.03 |
| Porto Rico      | 13 | 7 | 6 | 1 | 484 | 397 | +87  | 1–1 | 1.01 |
| Argentina       | 13 | 7 | 6 | 1 | 533 | 478 | +55  | 1–1 | 0.95 |
| Canada          | 10 | 7 | 3 | 4 | 521 | 477 | +44  | 1–0 |      |
| Rep. Dominicana | 10 | 7 | 3 | 4 | 573 | 569 | +4   | 0–1 |      |
| Uruguay         | 9  | 7 | 2 | 5 | 458 | 507 | -49  |     |      |
| Messico         | 8  | 7 | 1 | 6 | 428 | 552 | -124 | 1–0 |      |
| Panama          | 8  | 7 | 1 | 6 | 472 | 591 | -119 | 0–1 |      |

1º settembre 2009
| Uruguay    | 74–80 | Rep. Dominicana |
| Canada     | 51–67 | Argentina       |
| Messico    | 61–92 | Brasile         |
| Porto Rico | 79–51 | Panama          |

2 settembre 2009
| Brasile         | 68–59 | Canada     |
| Panama          | 83–77 | Uruguay    |
| Argentina       | 77–65 | Messico    |
| Rep. Dominicana | 76–85 | Porto Rico |

3 settembre 2009
| Canada     | 97–65 | Panama          |
| Messico    | 73–86 | Rep. Dominicana |
| Uruguay    | 62–82 | Brasile         |
| Porto Rico | 78–80 | Argentina       |

4 settembre 2009
| Panama          | 67–74 | Messico    |
| Argentina       | 73–66 | Uruguay    |
| Rep. Dominicana | 76–80 | Canada     |
| Brasile         | 82–86 | Porto Rico |

## Semifinali e Finali
|  | Semifinali | Semifinali | Semifinali |            |         | Finale             | Finale             | Finale             |  |
|  |            |            |            |            |         |                    |                    |                    |  |
|  | Brasile    | Brasile    | 73         |            |         |                    |                    |                    |  |
|  | Brasile    | Brasile    | 73         |            |         |                    |                    |                    |  |
|  | Canada     | Canada     | 65         |            |         |                    |                    |                    |  |
|  | Canada     | Canada     | 65         |            | Brasile | Brasile            | 61                 |                    |  |
|  |            |            |            |            | Brasile | Brasile            | 61                 |                    |  |
|  |            |            | Porto Rico | Porto Rico | 60      |                    |                    |                    |  |
|  | Porto Rico | Porto Rico | Porto Rico | Porto Rico | 60      | 85                 |                    |                    |  |
|  | Porto Rico | Porto Rico |            |            |         | 85                 |                    |                    |  |
|  | Argentina  | Argentina  | 80         |            |         | Finale Terzo Posto | Finale Terzo Posto | Finale Terzo Posto |  |
|  | Argentina  | Argentina  | 80         |            |         |                    |                    |                    |  |
|  |            |            |            |            |         |                    |                    |                    |  |
|  |            |            |            |            |         | Canada             | Canada             | 73                 |  |
|  |            |            |            |            |         | Canada             | Canada             | 73                 |  |
|  |            |            |            |            |         | Argentina          | Argentina          | 88                 |  |

## Classifica finale
| Campione d'America | Campione d'America      | Campione d'America |
| --- | ----------------------- | --- |
| Brasile4 Marcelinho, 5 Duda, 6 Diego, 7 Olivinha, 8 Alex, 9 Marcelinho Huertas, 10 Leandrinho, 11 Anderson, 12 Guilherme, 13 João Paulo, 14 Jonathan, 15 Tiago, All. Moncho Monsalve |                         | |
| Argento | Porto Rico              | Porto Rico4 Ramos, 5 Díaz, 6 Rivera, 7 Arroyo, 8 Vassalo, 9 Dalmau, 10 Ayuso, 11 Sánchez, 12 Villafañe, 13 Reyes, 14 Lee, 15 Santiago, All. Manolo Cintrón                               |
| Bronzo | Argentina               | Argentina4 Scola, 5 Prigioni, 6 González, 7 Mainoldi, 8 García, 9 Cantero, 10 L. Gutiérrez, 11 Sandes, 12 Pelussi, 13 Quinteros, 14 J.P. Gutiérrez, 15 Kammerichs, All. Sergio Hernández |
| 4. | Canada                  | Canada4 Anderson, 5 Kepkay, 6 Bell, 7 Bucknor, 8 English, 9 Famutimi, 10 A. Rautins, 11 Doornekamp, 12 Young, 13 Landry, 14 Kendall, 15 Anthony, All. Leo Rautins                        |
| 5. | Rep. Dominicana         | Rep. Dominicana4 Coronado, 5 Morbán, 6 Peña, 7 L. Flores, 8 M. Martínez, 9 García, 10 Horford, 11 A. Flores, 12 Western, 13 Villanueva, 14 Greer, 15 J. Martínez, All. Julio Toro        |
| 6. | Uruguay                 | Uruguay4 Izaguirre, 5 Barrera, 6 Aguiar, 7 Taboada, 8 González, 9 Newsome, 10 García Morales, 11 Osimani, 12 Páez, 13 Silveira, 14 Borsellino, 15 Batista, All. Gerardo Jauri            |
| 7. | Messico                 | Messico4 Malpica, 5 López, 6 Pedroza, 7 Llamas, 8 Parada, 9 Beck, 10 Ayala, 11 Quintero, 12 Alonzo, 13 Zúñiga, 14 Ayón, 15 Mata, All. Arturo Guerrero                                    |
| 8. | Panama                  | Panama4 Muñoz, 5 Warren, 6 Pinnock, 7 Gómez, 8 Ortega, 9 Tesis, 10 Archibold, 11 Oglivie, 12 De Gracia, 13 Lindo, 14 Lloreda, 15 Pomare, All. David Rosario                              |
| 9. | Venezuela               | Venezuela4 Marriaga, 5 Barrios, 6 Echenique, 7 Lugo, 8 Centeno, 9 Torres, 10 Bethelmy, 11 Vargas, 12 Romero, 13 Sucre, 14 Vásquez, 15 Pérez, All. Néstor Salazar                         |
| 10. | Isole Vergini Americane | Isole Vergini Americane4 Richards, 5 Sheppard, 6 Hodge, 7 Victor, 8 Jones, 9 Edwin, 10 Brown, 11 White, 12 Freeman, 13 Washington, 14 Rhymer, 15 Cooper, All. Tevester Anderson          |

## Riconoscimenti giocatori

### MVP del torneo
- Luis Scola